# Ягода
Вижте пояснителната страница за други значения на Ягода.
Ягодата (Fragaria) е род растения от семейство Розови (Rosaceae), както и плодът на тези растения. Плодът е с високо съдържание на въглехидрати и витамин C. Съществуват няколко вида от род Ягода, като един от най-разпространените е горската ягода. Съвременната градинска ягода Fragaria X ananassa не е отделен вид, а е кръстоска между два представителя на този род – вирджинската ягода Fragaria virginiana от Северна Америка и чилийската ягода Fragaria chiloensis от Южна Америка.
Характерно за повечето представители е коренището с издънки, сложните тройни листа с прилистници, събрани в основата на стъблото, лъжливият плод и многото плодници.
Ягодата е скорозряло растение и започва да плододава още през първата година след засаждането. Може да се отглежда на едно място от 8 до 10 години.
Ягодата цъфти сравнително късно, но въпреки това пролетните застудявания повреждат най-ранно развитите цветове.

## Други
На ягодата е наречена улица в квартал „Симеоново“ в София (Карта).
- Градинска ягода във ферма
- Горска ягода
- Сорт градинска ягода – анагода или ананасова ягода, с вкус на ананас